# Solanum warmingii
Solanum warmingii är en potatisväxtart som beskrevs av William Philip Hiern. Solanum warmingii ingår i släktet skattor som ingår i familjen potatisväxter. Inga underarter finns listade i Catalogue of Life.